# The Dominant Sex
The Dominant Sex é um filme de comédia do Reino Unido dirigido por Herbert Brenon e lançado em 1937.